# انتشارات دانشگاه اوکلاهما

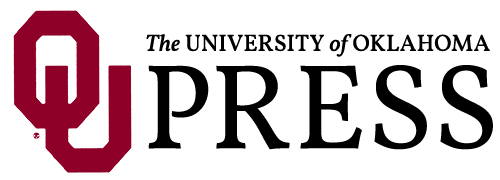
نشان‌وارهٔ رسمی انتشارات دانشگاه اوکلاهما

انتشارات دانشگاه اوکلاهما (به انگلیسی: University of Oklahoma Press)، (OU پرس) انتشارات وابسته به دانشگاه اکلاهما است. این انتشارات در سال ۱۹۲۹ توسط پنجمین رئیس این دانشگاه، ویلیام بنت بیزل تأسیس شد، این انتشارات اولین انتشارات دانشگاهی است که در ایالت‌های جنوب غربی آمریکا تأسیس شده‌است. OU در درجهٔ اول برای انتشار آثار مربوط به غرب ایالات متحده آمریکا و سرخپوستان ایالات متحده آمریکا شناخته می‌شود، اما متون در زمینه‌های دیگری را نیز به چاپ رسانده‌است.